# António Maria Vilhena de Vasconcelos e Meneses
D. António Maria de Almeida de Azevedo da Cunha Pereira Coutinho de Vilhena de Vasconcelos e Meneses, primeiro visconde, conde e marquês de Reriz, (28 de Abril de 1839 – 6 de Julho de 1927) foi Fidalgo da Casa Real.
Filho de Cristóvão de Almeida de Azevedo e Vasconcelos, Fidalgo Cavaleiro da Casa Real e Senhor da Quinta do Testamento em Reriz (Castro Daire), e de Catarina Benedita da Cunha de Figueiredo e Melo.
Casou com Maria Margarida de Cabedo Henriques e Lencastre em 1857.

## Filhos
- D. Cristóvão de Almeida de Azevedo e Vasconcelos, pretendente ao marquesado de Reriz
- D. José Bruno de Almeida de Azevedo e Vasconcelos de Cabedo e Lencastre
- D. Diogo de Almeida de Azevedo e Vasconcelos
- D. Pedro Paulo da Cunha de Almeida e Vasconcelos
- D. Maria Quitéria de Almeida de Azevedo e Vasconcelos de Cabedo e Lencastre
- D. Maria da Conceição de Almeida de Azevedo e Vasconcelos de Cabedo e Lencastre

## Títulos
Pelos serviços prestados por seu pai durante a Guerra Peninsular, recebeu de D. Luís I de Portugal, a 18 de Julho de 1864 o título de Visconde de Reriz. O rei concedeu-lhe este título pois era o proprietário de uma quinta em Reriz, sendo mais tarde o título elevado a condado, ignorando-se a data da elevação.
Por ter cedido o seu palácio dois anos consecutivos — 1894 a 1895 — à Rainha D. Amélia de Orleães, quando esta se deslocou às termas de S. Pedro do Sul, o Rei D. Carlos I de Portugal elevou o título a Marquês de Reriz, a 6 de Setembro de 1894.
Após a implementação da República e o fim do sistema nobiliárquico, foram pretendentes ao marquesado: Cristóvão de Almeida de Azevedo e Vasconcelos (1859-1929), Diogo Francisco de Almeida de Azevedo e Vasconcelos (1900-1964), Maria de Almeida de Azevedo e Vasconcelos Moniz (1898-1981) e, atualmente, António de Almeida de Azevedo e Vasconcelos Cabral Mascarenhas (1916-).